# Matt Trannon
Matt Trannon (født 7. juli 1983) er en tidligere professionel amerikansk fodbold-spiller fra USA. Han spillede positionen wide receiver. Han var på kontrakt hos fire forskellige klubber i ligaen, men nåede aldrig at spille en NFL-kamp.